# خوش‌نوای ساده
خوش‌نوای ساده (نام علمی: Gerygone inornata) نام یک گونه از سرده خوش‌نوا است.